# Jean-Jacques Kantorow
Jean–Jacques Kantorow (nacido en 1945 en Cannes, Francia) es un violinista y director de orquesta francés, de origen ruso.

## Biografía
Kantorow inició sus estudios de violín en el conservatorio de su ciudad natal. A la edad de trece años, entró en el Conservatorio Superior Nacional de París, donde logra el Primer Premio de Violín. 
Entre 1962 y 1968 consigue algunos de los más prestigiosos premios internacionales: Primer Premio Paganini de Génova, Primer Premio Carl Flesch de Londres, Primer Premio del Concurso Internacional de Ginebra, etc. 
Como director y violinista ha actuado en todos los grandes escenarios del mundo, consiguiendo una buena acogida por parte del público y la crítica.
Ha colaborado con músicos como Daniel Barenboim, Paul Tortelier, Krystian Zimerman, János Starker, Maria João Pires, Gidon Kremer, Edith Wiens, Reneé Fleming, Jean-Paul Collard, etc.
Ha dirigido diversos conjuntos, como la Orquesta de Cámara de Helsinki, Orquesta de Auvergne, Ensemble Orquestal de París, la Tapiola Sinfonietta. Con frecuencia es invitado para dirigir otras agrupaciones (Orquesta Nacional de Lille, Orquesta de Lyon, Orquesta Sinfónica de Bamberg, etc.)
En la actualidad es, junto a Ton Koopman, Director Invitado Permanente de la Orquesta de Cámara de Lausana.
Desde 2004 hasta 2008 fue director titular y artístico de la Orquesta Ciudad de Granada

## Grabaciones
Jean–Jacques Kantorow ha grabado más de un centenar de CD por los que ha sido galardonado, entre otros, con el Grand Prix du Disque y el Grand Prix de l’Academie Franz Liszt.
- Datos: Q1365551
- Multimedia: Jean-Jacques Kantorow / Q1365551